# Pletiu de Cap de la Canal
El Pletiu de Cap de la Canal és un pletiu del terme municipal de Conca de Dalt, a l'antic terme d'Hortoneda de la Conca, al Pallars Jussà, en territori que havia estat de l'antiga caseria dels Masos de la Coma.
Està situat al nord-nord-oest dels Masos de la Coma, al capdamunt de la Canal dels Traginers i a llevant de l'extrem nord-oriental del Serrat de la Pera, a migdia de l'Obaga de Pedra Ficada.